# Telldenkmal (Lugano)

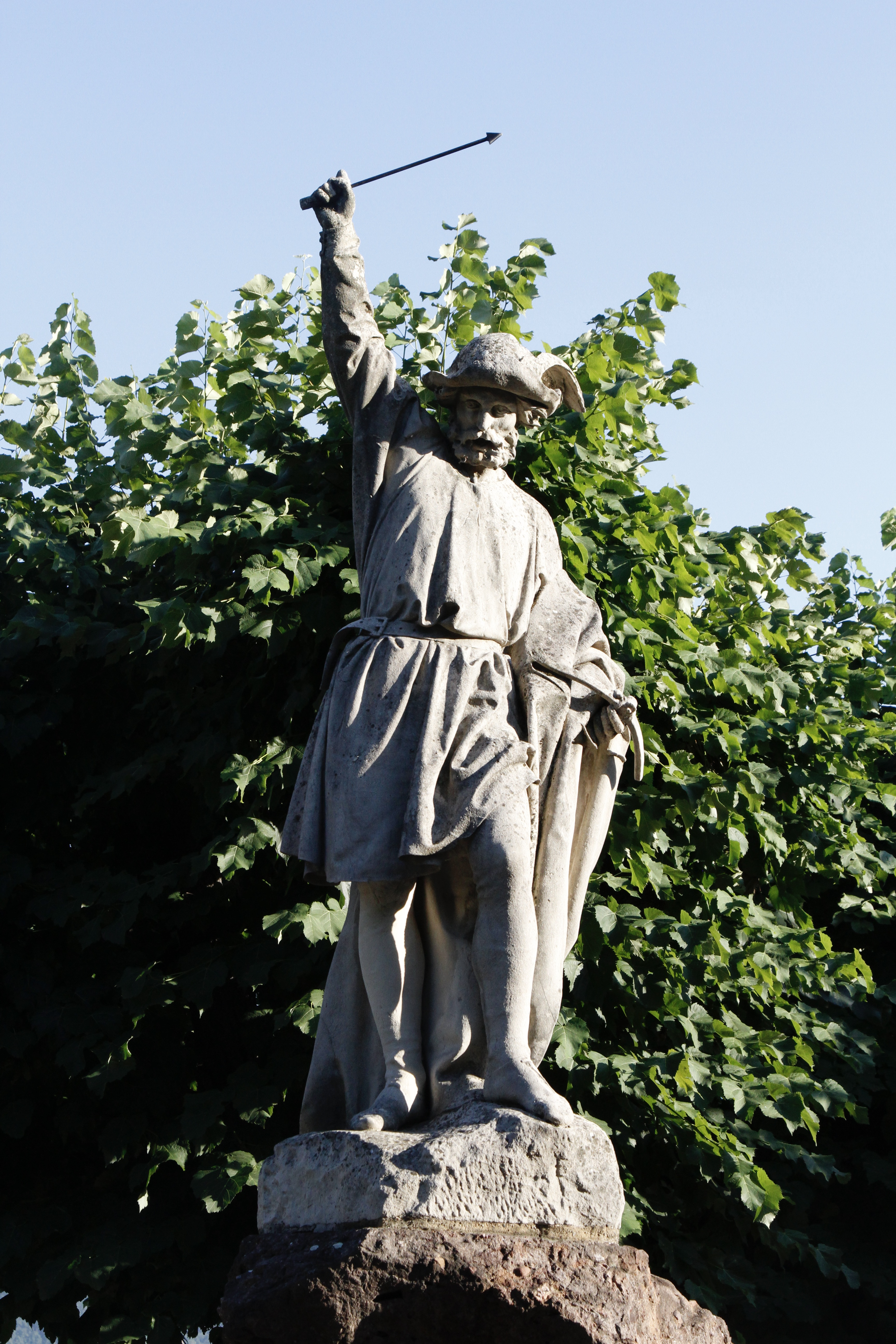
Das Telldenkmal (2022)

Das Telldenkmal in Lugano ist eine 1856 von Vincenzo Vela geschaffene Sandsteinstatue, die den Schweizer Nationalhelden Wilhelm Tell darstellt. Es steht seit 1914 an der nach ihm benannten Rivetta Guglielmo Tell.

## Geschichte

Das Denkmal an seinem alten Standort, der damaligen Piazza Guglielmo Tell mit Seepromenade, um 1906, Ansicht gegen Nordosten

Im April 1855 eröffneten die Gebrüder Filippo und Giacomo Ciani in Lugano das «Hôtel du Parc» (später «Grand Hotel Palace»), das sie anstelle des Klosters der Kirche Santa Maria degli Angeli erbaut hatten. Insbesondere Giacomo war eng mit Vincenzo Vela befreundet und bat den 25-jährigen, aufstrebenden Künstler, eine Statue für den Platz vor der Hauptfassade des Hotels zu schaffen. Die Tellstatue wurde am Morgen des 2. September 1856 direkt neben dem Luganersee platziert.
In der Nacht vom 20. auf den 21. April 1887 verstümmelten Unbekannte die Statue und zerstörten sie teilweise. Zu Beginn des 20. Jahrhunderts war die Statue stark zerfallen. Sie war «geschwärzt und delabriert». Ausserdem fehlte ihr die Armbrust.
Infolge der Erweiterung der Seepromenade musste die Statue schliesslich verlegt werden. Am 29. November 1913 entschied der Stadtrat, sie vor das Teatro Kursaal (heute Casinò Lugano) zu stellen. Dabei entspann sich eine heftige Debatte, ob sie auch künftig in Richtung der Schweiz oder neu nach Italien blicken sollte. Für ersteres sprach der «patriotische Geist» des Kunstwerks, für letzteres seine drohende Gebärde, die gegenüber der Schweiz wenig sinnvoll und in Bezug auf Italien umso wünschenswerter erschien. Der Stadtrat von Lugano gab die Frage an die «Gesellschaft der Maler und Bildhauer» weiter. Anfang Januar wurde bestimmt, die Statue weiterhin nach Norden auszurichten, weil dies Vela selbst so gewollt habe. Vor ihrer Dislozierung wurde sie gründlich restauriert. Am 9. Januar 1914 stand sie am neuen Platz.

## Beschreibung
Das Denkmal ist insgesamt 4,59 Meter hoch und steht an der Rivetta Tell, direkt neben dem See. Als Postament dient ein aus Servinokonglomerat gefügter Brunnen. Das lebensgrosse Standbild darauf zeigt Wilhelm Tell, wie er drohend seine Rechte emporstreckt, in der er einen Pfeil hält. Er trägt einen Vollbart und einen mit einer Hahnenfeder geschmückten Schlapphut. An seinem Rücken hängt der Köcher, in seiner Linken hält er die Armbrust. Er trägt eine knielange, gegürtete Tunika, wie sie zur Entstehungszeit auch die Hirten der Tessiner Täler trugen. Über seinen linken Arm ist ein Umhang drapiert, der hinter ihm zu Boden fällt.
Die Statue ist von jeher so platziert, dass sie nach Norden in Richtung der Schweiz blickt und Italien den Rücken kehrt.

## Deutung
Velas Tellstatue bezieht sich sicherlich auf Friedrich Schillers Drama, allerdings ist unklar, auf welche Szene. Es bieten sich zwei Möglichkeiten:
1. Die Statue zeigt Tell, nachdem er den Tyrannen Hermann Gessler in der Hohlen Gasse erschossen hat und dem Sterbenden stolz zuruft: «Du kennst den Schützen, suche keinen andern! / Frei sind die Hütten, sicher ist die Unschuld / Vor dir, du wirst dem Lande nicht mehr schaden.»[8]
2. Die Statue zeigt Tell nach dem Apfelschuss drohend mit dem zweiten Pfeil, den er für Gessler aufbewahrt hat, falls er seinen Sohn tödlich getroffen hätte («Mit diesem zweiten Pfeil durchschoss ich – Euch, / Wenn ich mein liebes Kind getroffen hätte, / Und Eurer – wahrlich! hätt ich nicht gefehlt»[9]). Gegen diese Annahme spricht die Tatsache, dass Velas Tell ursprünglich zwei Pfeile in der Hand hielt.[5]

Floriana Vismara-Bernasconi setzte das Werk in den Kontext der Romantik und dessen kompromissloses Streben nach Freiheit, das die nationale Autonomie miteinschloss. Vela sei noch stark von den 1848er-Ereignissen geprägt gewesen, die in der Schweiz nach dem Sonderbundskrieg zum Erlass der ersten Bundesverfassung geführt, in Italien hingegen nach dem Ersten Unabhängigkeitskrieg in einer Niederlage gegen die Habsburgermonarchie gemündet haben. Tell sei für Vela ein ethisch-ideologisches Modell gewesen. Vela habe die Figur ganz auf den Mythos reduziert und deswegen auf alle sonst üblichen Attribute wie den Apfel oder seinen Sohn Walter verzichtet. In dieser idealen Gestalt werde Tell zu einer Personifikation des Schweizer Nationalgefühls der Tessiner.

## Rezeption
Die Tellstatue gilt gemeinhin als eher schwaches Jugendwerk Velas. Anlässlich der Versetzung der Statue 1914 schrieb die Thurgauer Zeitung etwa:

«Velas Tell ist ja unbestritten eine der schwächsten Arbeiten des großen tessinischen Künstlers; es ist ein Theater-Tell, ein wildgewordener Italiener, der mit der Kißlingschen Kraftgestalt nur sehr entfernt verwandt ist. Dazu ist auch das Material, aus dem die Statue gemeißelt ist, schlecht, und man hat das Standbild schon flicken müssen. Aber der Tell ist den Luganesern nun einmal lieb geworden, so mißraten er auch ist, und schließlich hat der Guglielmo Tell auf dem Quai von Lugano eben doch eine politische Mission zu erfüllen.»

Gleichwohl fanden sich von Anfang an auch bewundernde Stimmen. Gleich bei seiner ersten Platzierung 1856 war etwa im Bund zu lesen:

«Der edle Naturalismus, durchdrungen von seiner Idealität, gibt dem Ganzen etwas unwiderstehlich Großes und zugleich Reizendes und das engere wie das weitere Vaterland darf stolz sein, einen Mann wie Vela, der unstreitig der erste jetzt lebende italienische Bildhauer ist, den seinigen zu nennen.»